# Тексана (Оклахома)
Тексана (енгл. Texanna) насељено је место без административног статуса у америчкој савезној држави Оклахома.

## Демографија
По попису из 2010. године број становника је 2.261, што је 178 (8,5%) становника више него 2000. године.
| Група             | 2000.         | 2010.         |
| Белци             | 1.697 (81,5%) | 1.801 (79,7%) |
| Афроамериканци    | 14 (0,7%)     | 14 (0,6%)     |
| Азијати           | 2 (0,1%)      | 1 (0,0%)      |
| Хиспаноамериканци | 23 (1,1%)     | 39 (1,7%)     |
| Укупно            | 2.083         | 2.261         |